# قاتل بلا أجر (مسلسل)
قاتل بلا أجر مسلسل مصري من إخراج رباب حسين ومن تأليف مصطفى محرم وتم إنتاجه عام 2009 ومن بطولة حسين فهمي وفاروق الفيشاوي .

## قصة المسلسل
وتدور أحداث المسلسل حول وكيل نيابة (فاروق الفيشاوي) وطبيب مهاجر ومتزوج من إنجليزية فيحدث تعارف بين وكيل النيابة والطبيب في حادث مؤلم فيحدث بينهم صداقة قوية.

## بطولة
- حسين فهمي
- فاروق الفيشاوي
- منة فضالي
- هبة مجدي
- إيمان (ممثلة)
- فادية عبد الغني
- عايدة عبد العزيز
- محمد يسري
- سارة بسام
- خليل مرسي
- يوسف فوزي
- شريف عمر

وغيرهم